# XSIL
XSIL (Extensible Scientific Interchange Language) é uma linguagem de transporte baseada no XML para dados científicos.